# Női 200 méteres gyorsúszás a 2015. évi nyári európai ifjúsági olimpiai fesztiválon
A 2015. évi nyári európai ifjúsági olimpiai fesztiválon az úszás női 200 méteres gyorsúszás versenyeit július 31.-én rendezték a Tbilisziben.

## Rekordok
A versenyt megelőzően a következő rekordok voltak érvényben:
| EYOF rekord | Mariya Bablakova (Oroszország) | 2:00,27 | Trabzon, Törökország | 2011. |

## Előfutamok
Az összesített eredmények alapján a legjobb időeredménnyel rendelkező 8 úszó jutott a döntőbe. A döntőben egy nemzet csak egy versenyzővel képviseltethette magát.
| H  | Név                          | Nemzet             | E       | Mj  |
| -- | ---------------------------- | ------------------ | ------- | --- |
| 1  | Késely Ajna Evelin           | Magyarország       | 2:04.86 | Q   |
| 2  | Nadia Gonzalez Oliveira      | Spanyolország      | 2:05.44 | Q   |
| 3  | Andrea Feng Prades Rodriguez | Spanyolország      | 2:05.83 |     |
| 4  | Rebecca Mia Sutton           | Egyesült Királyság | 2:06.32 | Q   |
| 5  | Selen Ozbilen                | Törökország        | 2:06.73 | Q   |
| 6  | Celine Rieder                | Németország        | 2:06.80 | Q   |
| 7  | Janja Šegel                  | Szlovénia          | 2:07.04 | Q   |
| 8  | Malene Rypestoel             | Norvégia           | 2:08.09 | Q   |
| 9  | Camille Amber Bouden         | Belgium            | 2:08.30 | Q   |
| 10 | Annachiara Mascolo           | Olaszország        | 2:08.50 | T1  |
| 11 | Sarah Wendt                  | Németország        | 2:08.74 |     |
| 12 | Jade Anneke Smits            | Belgium            | 2:09.01 |     |
| 13 | Mila Dragovic                | Ausztria           | 2:09.76 | T2  |
| 14 | Adriana Bassi                | Svájc              | 2:10.08 |     |
| 15 | Rebecca Reid                 | Írország           | 2:10.12 |     |
| 16 | Sara Lettoli                 | San Marino         | 2:10.27 |     |
| 17 | Sara Racnik                  | Szlovénia          | 2:10.51 |     |
| 18 | Ana Iulia Dascal             | Románia            | 2:10.66 |     |
| 19 | Emily Louise Large           | Egyesült Királyság | 2:11.20 |     |
| 20 | Raakel Baerlund              | Finnország         | 2:12.27 |     |
| 21 | Alena Halubkina              | Fehéroroszország   | 2:12.40 |     |
| 22 | Efthymi Andrikopoulou Gkila  | Görögország        | 2:12.61 |     |
| 23 | Niamh Hofland                | Hollandia          | 2:12.75 |     |
| 24 | Storm Willemsen              | Hollandia          | 2:12.97 |     |
| 25 | Tatiana Salcutan             | Moldova            | 2:13.13 |     |
| 26 | Robin Reindl                 | Szlovákia          | 2:13.79 |     |
| 27 | Foteini Metsiou              | Görögország        | 2:14.31 |     |
| 28 | Meri Mumladze                | Grúzia             | 2:14.47 |     |
| 29 | Polina Verbytska             | Ukrajna            | 2:14.70 |     |
| 30 | Elena Guttmann               | Ausztria           | 2:14.77 |     |
| 31 | Stefania Sigurthorsdottir    | Izland             | 2:14.81 |     |
| 32 | Vilma Oura                   | Finnország         | 2:17.11 |     |
| 33 | Elene Beraia                 | Grúzia             | 2:17.30 |     |
| 34 | Fatima Alkaramova            | Azerbajdzsán       | 2:17.36 |     |
| 35 | Sofia de Luca                | Svájc              | 2:17.62 |     |
| 36 | Denitsa Georgieva            | Bulgária           | 2:18.21 |     |
| 37 | Sofia Ivanova                | Bulgária           | 2:20.15 |     |
| 38 | Kristiana Maskava            | Lettország         | 2:20.69 |     |
| 39 | Anna Andryushenko            | Azerbajdzsán       | 2:26.66 |     |
| -  | Tova Marta Olsson            | Svédország         |         | DNS |

## Döntő
| H     | Név                     | Nemzet             | E       | Mj |
| ----- | ----------------------- | ------------------ | ------- | -- |
| Arany | Késely Ajna Evelin      | Magyarország       | 2:01.84 |    |
| Ezüst | Janja Šegel             | Szlovénia          | 2:02.93 |    |
| Bronz | Nadia Gonzalez Oliveira | Spanyolország      | 2:04.60 |    |
| 4     | Rebecca Mia Sutton      | Egyesült Királyság | 2:04.76 |    |
| 5     | Celine Rieder           | Németország        | 2:06.58 |    |
| 6     | Selen Ozbilen           | Törökország        | 2:07.32 |    |
| 7     | Malene Rypestoel        | Norvégia           | 2:07.43 |    |
| 8     | Camille Amber Bouden    | Belgium            | 2:09.24 |    |